# Equitazione ai Giochi della XVIII Olimpiade - Salto ostacoli a squadre
La competizione del salto ostacoli a squadre di equitazione dei Giochi della XVIII Olimpiade si è svolta il giorno 24 ottobre 1964 allo stadio olimpico di Tokyo.
Alla competizione parteciparono anche tre donne (identificate con il simbolo ).

## Classifica finale
| Pos.    | Nazione          | Binomio                   | Binomio            | 1ª Prova | 2ª Prova | Risultato Individuale | Risultato Totale |
| Pos.    | Nazione          | Cavaliere                 | Cavallo            | 1ª Prova | 2ª Prova | Risultato Individuale | Risultato Totale |
| ------- | ---------------- | ------------------------- | ------------------ | -------- | -------- | --------------------- | ---------------- |
| Oro     | Germania         | Hermann Schridde          | Dozen II           | 12,05    | 1,25     | 13,30                 | 68,05            |
| Oro     | Germania         | Kurt Jarasinski           | Torro              | 9,75     | 12,50    | 22,25                 | 68,05            |
| Oro     | Germania         | Hans Günter Winkler       | Fidelitas          | 17,50    | 15,00    | 32,50                 | 68,05            |
| Argento | Francia          | Pierre Jonquères d'Oriola | Lutteur            | 9,00     | 0,00     | 9,00                  | 77,75            |
| Argento | Francia          | Janou Lefèbvre            | Kenavo D           | 16,00    | 16,00    | 32,00                 | 77,75            |
| Argento | Francia          | Guy Lefrant               | Monsieur De Littry | 20,00    | 16,75    | 36,75                 | 77,75            |
| Bronzo  | Italia           | Piero D'Inzeo             | Sun Beam           | 12,00    | 12,50    | 24,50                 | 88,50            |
| Bronzo  | Italia           | Raimondo D'Inzeo          | Posillipo          | 16,00    | 12,00    | 28,00                 | 88,50            |
| Bronzo  | Italia           | Graziano Mancinelli       | Rockette           | 16,00    | 20,00    | 36,00                 | 88,50            |
| 4       | Gran Bretagna    | Peter Robeson             | Firecrest          | 8,00     | 8,00     | 16,00                 | 97,25            |
| 4       | Gran Bretagna    | David Broome              | Jacopo             | 16,00    | 21,00    | 37,00                 | 97,25            |
| 4       | Gran Bretagna    | David B. Barker           | North Flight       | 28,25    | 16,00    | 44,25                 | 97,25            |
| 5       | Argentina        | Jorge Cánaves             | Confinado          | 18,75    | 10,75    | 29,50                 | 101,00           |
| 5       | Argentina        | Hugo Arrambide            | Chimbote           | 17,50    | 16,75    | 34,25                 | 101,00           |
| 5       | Argentina        | Carlos D'Elia             | Popin              | 17,25    | 20,00    | 37,25                 | 101,00           |
| 6       | Stati Uniti      | Frank Chapot              | San Lucas          | 12,50    | 8,00     | 20,50                 | 107,00           |
| 6       | Stati Uniti      | Kathy Kusner              | Untouchable        | 13,75    | 16,00    | 29,75                 | 107,00           |
| 6       | Stati Uniti      | Mary Mairs-Chapot         | Tomboy             | 44,50    | 12,25    | 56,75                 | 107,00           |
| 7       | Australia        | John Fahey                | Bonvale            | 8,00     | 8,00     | 16,00                 | 109,00           |
| 7       | Australia        | Bud MacIntyre             | Coronation         | 16,00    | 23,50    | 39,50                 | 109,00           |
| 7       | Australia        | Kevin Ashley Bacon        | Ocean Foam         | 29,50    | 24,00    | 53,50                 | 109,00           |
| 8       | Spagna           | Paco Goyoaga              | Kif-Kif B.         | 19,00    | 16,00    | 35,00                 | 118,75           |
| 8       | Spagna           | Enrique Martínez          | Eolo IV            | 24,00    | 16,00    | 40,00                 | 118,75           |
| 8       | Spagna           | Antonio Queipo            | Infernal           | 20,00    | 23,75    | 43,75                 | 118,75           |
| 9       | Svizzera         | Max Hauri                 | Millview           | 13,25    | 12,25    | 25,50                 | 140,75           |
| 9       | Svizzera         | Paul Weier                | Satan III          | 20,00    | 12,00    | 32,00                 | 140,75           |
| 9       | Svizzera         | Hans Möhr                 | Troll              | 32,00    | 51,25    | 83,25                 | 140,75           |
| 10      | Nuova Zelanda    | Graeme Hansen             | Saba Sam           | 12,75    | 25,00    | 37,75                 | 156,25           |
| 10      | Nuova Zelanda    | Bruce Hansen              | Tide               | 24,00    | 32,00    | 56,00                 | 156,25           |
| 10      | Nuova Zelanda    | Adrian White              | El Dorado          | 37,25    | 25,25    | 62,50                 | 156,25           |
| 11      | Unione Sovietica | Ivan Semyonov             | Sibiriak           | 24,50    | 27,00    | 51,50                 | 213,75           |
| 11      | Unione Sovietica | Aleksandr Purtov          | Svecha             | 56,25    | 12,50    | 68,75                 | 213,75           |
| 11      | Unione Sovietica | Andrey Favorsky           | Manevr             | 22,25    | 71,25    | 93,50                 | 213,75           |
| 12      | Giappone         | Shinzo Sasa               | Snaefel            | 46,75    | 24,00    | 70,75                 | 340,00           |
| 12      | Giappone         | Hiroshi Hoketsu           | Raro               | 63,75    | 48,00    | 111,75                | 340,00           |
| 12      | Giappone         | Yuzo Kageyama             | Tokinoarashi       | 86,25    | 71,25    | 157,50                | 340,00           |
| 13      | Messico          | Ricardo Guasch            | Hurakan            | 33,75    | 36,00    | 69,75                 | 364,75           |
| 13      | Messico          | Héctor Zatarain           | Nube               | 66,25    | 71,25    | 137,50                | 364,75           |
| 13      | Messico          | Joaquín Hermida           | Porfirio           | 86,25    | 71,25    | 157,50                | 364,75           |
| 14      | Corea del Sud    | Lee Il-Gyu                | Rebel              | 28,00    | 28,00    | 56,00                 | 371,00           |
| 14      | Corea del Sud    | Kim Cheol-Gyu             | Gothic             | 86,25    | 71,25    | 157,50                | 371,00           |
| 14      | Corea del Sud    | An Deok-Gi                | Ivan               | 86,25    | 71,25    | 157,50                | 371,00           |